# Storkullens naturreservat
Storkullens naturreservatt är ett naturreservat i Ljusdals kommun i Gävleborgs län.
Området är naturskyddat sedan 2024 och är 38 hektar stort. Reservatet ligger nordost om Rullbo och består av våtmarker samt fuktig skogsmark,